# Germandat de Canyamars
La Germandat de Canyamars, o dita correctament la Germandat de Sant Josep de Canyamars, fou fundada l'any 1879.
Va ser creada com una Mútua de socors, formada per la gent del poble i per a la gent del poble.
L'any 1979 amb el centenari de la Germandat es va canviar l'estatut, va deixar de ser una mútua, i va passar a ser una associació civil tradicional. Actualment aquesta participa en les diferents festes del poble.
També és una associació sense ànim de lucre.
La Germandat prové, com bé indica el nom, del poble de Canyamars, situat al municipi de Dosrius, a la comarca del Maresme. La Germandat té la seu situada a l'Avinguda Lluís Companys, 35-37, Canyamars.

## Història[calcitació]
Canyamars, durant el segle xix, era totalment rural. La població de la vall de Canyamars estava dispersa en diverses masies i unes poques cases al voltant de l'Església de Sant Esteve. La gran majoria dels veïns vivien de conrear el camp, cuidar el bestiar i aprofitar els diferents productes que pogués donar el bosc, ja ho feien per a ells mateixos o pel propietari que els hagués contractat. Degut ha la gran dependència del Sector primari, qualsevol contratemps podia afectar directament ha la població. Tot això, va fer que tot i la dispersió de veïns, aquests mantinguessin un alt grau de contacte i relació els uns amb els altres i que els veïns més poderosos sentissin la necessitat de ser solidaris amb els menys afortunats.
Tot i estar més o menys aïllat, va ser inevitable que els moviments lliberals iniciats arreu d'Europa arribessin a Canyamars. Dins d'aquests moviments trobem: la creació de partits polítics, sindicats d'obrers i els mutualismes. I d'aquest últim va sortir la Germandat.
La Germandat de Canyamars va ser creada l<'any 1879, però les primeres ordenances de la Germandat ja les trobem escrites en un petit llibret escrit en Castellà i imprès a Mataró l'any 1876, aquest es titula Ordenanzas para el régimen y gobierno de la Hermandad bajo la invocación del Patriarca y Patrono de la Iglesia Universal San José. Aquest llibre està compost per 20 pàgines i 25 capítols.
Fins 1954 la Germandat va seguir igual amb les seves quotes, amb el servei de manteniment dels malalts i les reunions que en aquells temps es feien el tercer diumenge de Gener.

### Opressió de la Germandat durant el franquisme
L'any 1945, la Germandat va començar a patir alguns canvis, aquests es van començar a donar amb l'arribada al poble del monje aragonès Arturo Vicente Ortiz, aquest arriba al poble per controlar-lo, i censurar segons quines informacions.
Això es nota llegint les actes de la Germandat, bona part de les actes van sotasignades pel president, el secretari i el tresorer, també es pot veure com fins a la caiguda del franquisme i apareixen les firmes dels "oidores de cuentas", és a dir que controlaven les comptes.
L'any 1957 ja es diu associació parroquial de sant Josep de Canyamars i en aquesta podem observar alguns canvis com la pujada de 35 pessetes a les quotes, també l'absència a les reunions que no sigui per malaltia comença a ser "multada" amb una aportació de 10 pessetes, també es va canviar l'horari de les assemblees variis cops. A l'acta del 1957 es pot veure el gran poder que exercia l'església durant el franquisme, ja que el mossèn no només va fer canviar el nom de la Germandat, sinó que també a partir d'aquell any ell té un control sobre els diners de la Germandat, essent necessària la seva firma en el compte d'estalvis.
A partir de l'any 1964 és comença a veure una despesa important en la festa Germandat, ja que aquesta s'engrandeix i és fa d'una millor qualitat, i és comencen a fer invitacions amb impremta. Abans de seguir vull dir que van ser molt considerables les donacions de la Família Prats l'any 1964.
A l'any 1967 es decideix que els majors de setanta anys no estaven obligats a pagar la quota de la germandat. L'any 1968 es segueixen apujant les quotes i també les donacions que es fan a les famílies en cas de defunció. Devers l'any 1975 la quantitat de germans va baixar greument fins a arribar als límits de no revisar la llista d'assistència per la poca gent que hi havia.
L'any 1976 amb la caiguda franquista, hi trobem per primer cop l'acta de l'assemblea escrita en català, i l'any 1977 s'acorda donar la medalla honorífica als majors de 70 anys, i en el 1978 s'acorda canviar el lloc i moment de l'assemblea passa a ser a Can Prats el tercer diumenge després del diumenge de Pasqua, i també passa a ser una associació civil i no de l'església.